# 姜民權
姜民權（1930年2月10日—2019年8月22日）生於上海，籍貫江蘇松江，國立臺灣大學物理學系首名女學生，經中共中央社會部臺灣工作站吸收成為中國共產黨黨員而遭判「參加叛亂組織」罪名，入獄服刑近十年，並因此無法從臺大畢業。

## 生平

### 早年
姜民權就讀高中二年級時，考取了中國大陸的大學。在中華民國於第二次中日戰爭勝利後，姜民權參加學校組織的返鄉團回到南京。1948年，姜民權至臺灣旅遊，並與在臺灣巧遇的同學一同參加考試，考取國立臺灣大學和臺灣省立師範學院。由於師範學院不需要繳學費，姜民權便選擇就讀該校。然而在讀了兩個月之後，因興趣不符而轉入國立臺灣大學物理學系就讀。該系時任系主任戴運軌對姜民權表示，「妳是女生，雖然已經開學好久了，那我還是收妳入學」，成為該系首位女學生，班上學生人數也因此增為13人。當時臺大的宿舍很少，甚至沒有女生宿舍。姜民權便住在男生宿舍的女工房間，並於其後因系主任的協助轉而住在物理實驗室裡的暗房。到了1949年，臺大的第一棟女生宿舍建成，姜民權便住進該舍，她的寢室一共住了十位同學。
在臺大，姜民權加入了耕耘社，和其他社員一同在臺大校園空地種菜，同時也在外擔任家庭教師、學習游泳。姜民權希望出國留學，並對當時中國大陸建立的新政權產生想像的期望。當時系上同學發起罷課遊行，但姜民權由於課業繁重，雖表示贊成同學的作法，但沒有參與他們的抗議行動。
1949年，四六事件爆發，當時姜民權參加營救隊送物資給被捕的同學，也因此收到警告，稱其生命會面臨危險。1950年1月1日元旦，當時，韓戰尚未爆發，中共準備渡海解放臺灣，姜民權和于凱等耕耘社同學在法學院禮堂的新年同樂晚會，竟帶動起扭秧歌舞。當時李玉成(青年軍背景)同學，基於義憤，見義勇為，當場喝止，並檢舉于凱等人意圖不軌。但校方訓導處同仁，反因此以擾亂秩序為由報告傅斯年，在臺大訓導長鄭通和的書面報告中，附有教職員生十四人的書面證明確無秧歌等情事，傅斯年遂要求李玉成承認寫悔過書承認己非，但鄭通和要求李玉成自承精神錯亂等情節於悔過書內，遭其拒絕，經鄭通和斷章取義回報李玉成拒絕寫悔過書，因此將之退學。

### 入獄

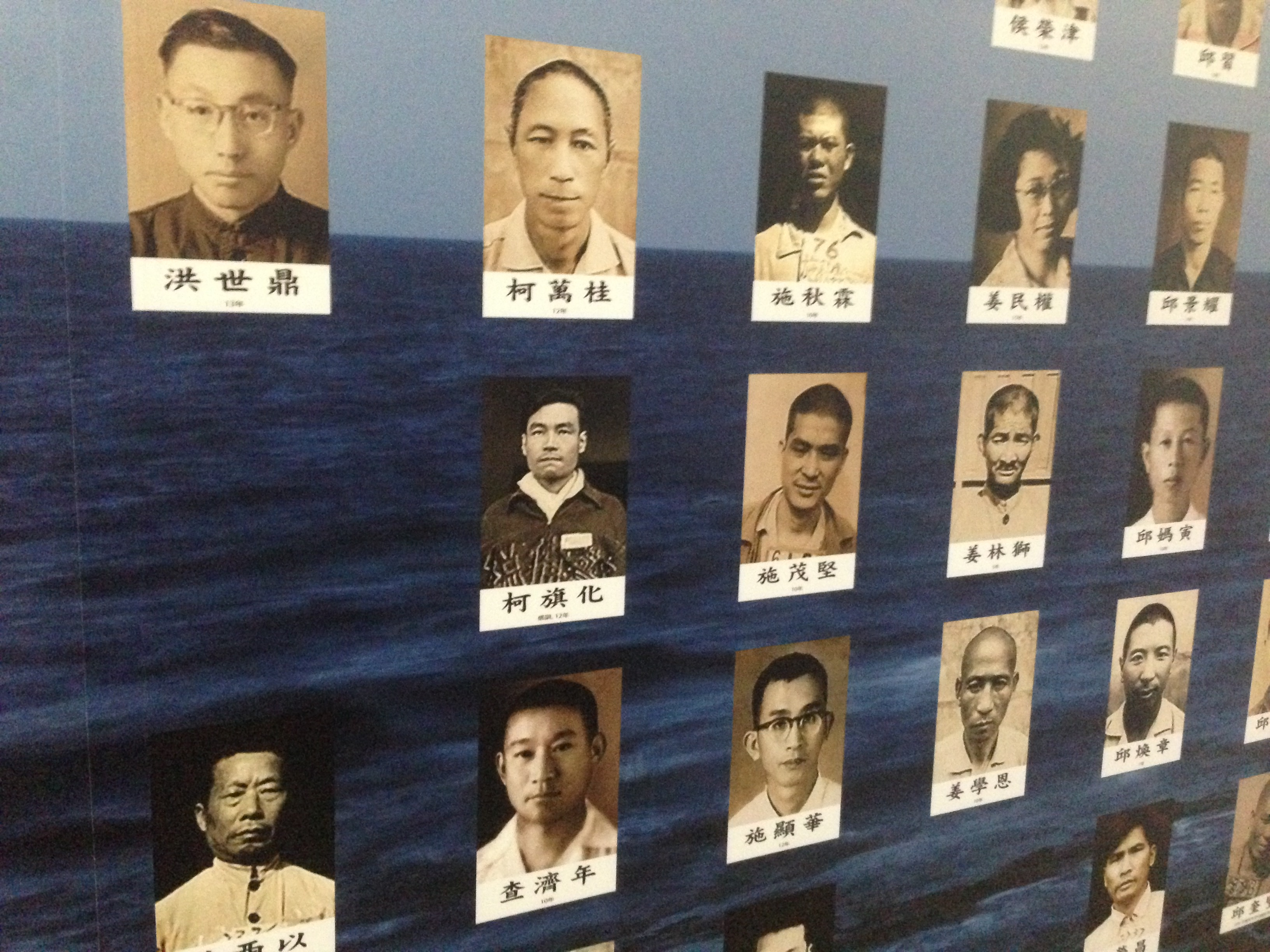
綠島人權文化園區新生訓導處第三大隊展示區的牆壁上，有姜民權、柯旗化等囚犯照片。

受到1950年2月6日爆發的「中共中央社会部台湾工作站」事件牽連，姜民權在口述歷史中表示，是1949年凱吸收他加入共產黨的，她自認是無產階級所以崇拜共產黨，她覺得國民黨壞但不知怎麼個壞法，只知大家都說國民黨壞，她稱凱為小紅鬼，因為凱很小的時候就加入共產黨，而且在大陸時就十分活躍，她比較欣賞張慶，認為張慶才是真正的共產黨員。凱參加中共中央社会部台湾工作站的活動，主要是非、蕭明華、蘇藝林帶領從事的間諜活動，由安學林帶來台灣中共中央社会部部長李克農的指示，最後交給凱，由其女友姜民權協助凱將該指示藏匿於宿舍蚊帳頂的蒙皮中，並成為重要證據。姜民權於1950年5月28日半夜經警備總部逮捕，29日扣押，1951年4月26日以「參加叛亂組織」罪名判處有期徒刑15年，褫奪公權10年，於1953年2月3日執行。姜民權回憶于凱赴刑場前身上藏的錶交給她，她之後一直收著。。1950年6月，臺大以「為匪工作」為由開除姜民權學籍。
姜民權回憶被捕前三、四天晚上，曾在夢中感覺有東西碰了她的手，醒來瞥見窗口站了一個人，並受驚嚇而大叫。逮捕實施時，四名陌生男子站到姜民權床邊，拉開蚊帳並叫醒她，上銬並將其帶往軍法處看守所關押。當時，姜民權請求鬆開手銬去一下洗手間，然而沒有獲准。
姜民權回憶在接受警備總部審問時，她斥責審訊人員「你們把每一個人都看作是敵人」，警總因此認為其態度不佳，這段期間她被關在一間小型辦公室，接受疲勞轟炸式的連續審問並遭用刑，例如情治人員用筷子夾住姜民權的手指，告訴她說：「這是意思意思，讓妳嘗嘗味道」，最後她幾乎無法走路，只能將掃把充當拐杖，也因為遭電刑使得中樞神經受傷，導致晚上睡覺無法自主呼吸，必須仰賴呼吸器。被捕第二天正逢週日，原本姜民權預計完成一整週的作業後就可以在週日痛快玩樂。當天姜民權被帶往牢房前，訊問人員問她還有什麼話要說，姜民權因此回答「今天，我能不能出去？我出去一定會再進來！」，並因不獲允許而氣哭。
在看守所時，時任臺大校長傅斯年曾經要保姜民權出來，表示：「別的學生我暫時不管，可是民權是個好學生，她不喜歡缺課，我保她出去」。然而對方回覆以：「即使別人，都可以放，姜民權不能放」。傅斯年也派人向姜民權傳話，要她在特務問話時好好回答，並表示一定要救她出獄。到了最後一次會審，共有5個軍法官。其中鄭冰如法官對姜民權詢問願意坐牢還是槍斃，姜民權則回答「我願意關下去，因為有一個希望總是好的」，該名法官則表示會幫她的忙，要她放心。姜民權並因此認為並非所有審問者都將她們看作是敵人。之後，姜民權遣送火燒島（今綠島）感訓，但她不接受，因此在1953年2月3日改入軍人監獄。服刑期間，姜民權曾待過新竹少年監獄等多處監獄。姜民權表示這段期間曾被掌耳光，導致一邊耳朵幾近全聾。1955年姜民權移轉至內政部調查局寄押，期間調查局偵辦叛亂案時運用姜民權，她在宋瑞臨等5案中協助說服誘導各犯就範，姜民權稱之後有關單位原欲提早一年多讓她出獄，但當時姜民權父母已雙亡，因此她便留在監獄幫忙煮菜、打針；1959年調查局以姜協助辦案有功申請減刑二分之一，經總統蔣中正核准。，1960年4月出獄

### 出獄後至晚年
姜民權總共服了9年10個月18天的刑期。出獄後，她前往投靠以前的老師。然而，臺大校方以姜民權未辦休學為由，不允許她直接返校入學。而未能從臺灣大學畢業則成為姜民權一生的遺憾。她的身體相較於入獄前消瘦許多；同時，也被限制出境，不得離開臺灣。之後，姜民權經由系上同學的幫助與介紹，和信仰基督教的丈夫夏雨人結婚，並育有三子。
姜民權認為，晚年是她一生中最輕鬆快樂的時期，因為不用考試也不用為生活打拼、兩個小孩也都從臺大畢業了、而且生活中不再有恐懼。2015年12月10日，中華民國文化部和國家人權博物館籌備處舉辦2015年世界人權日紀念活動，姜民權和蘇友鵬、韓佐樑三人一同作為政治受難者代表，獲時任中華民國總統馬英九致贈感謝狀。姜民權將她受審時於審訊室隨手撕下、藏起的日曆、以及獄友織的手帕和枕頭套，捐贈予國家人權博物館籌備處，作為其遭受白色恐怖的見證。

## 外部連結
- 國家人權博物館籌備處
- 中華民國國家檔案資訊館中有關姜民權的相關檔案 （页面存档备份，存于）